# Copa Libertadores de Futsal Femenino 2018
La Copa Libertadores de Futsal Femenino 2018 o Conmebol Libertadores de Futsal Femenino 2018 fue la quinta edición del torneo internacional de la Copa Libertadores de Futsal Femenino organizado por la Confederación Sudamericana de Fútbol. Se disputó en la ciudad de Luque, Paraguay, entre el 7 y el 14 de octubre de 2018, resultando campeón el equipo Leões Da Serra de Brasil.

## Equipos participantes
| País             | Equipo         | Vía de clasificación                                 |
| ---------------- | -------------- | ---------------------------------------------------- |
| Argentina 1 cupo | San Lorenzo    | Campeón del Torneo Femenino Argentino 2017           |
| Bolivia 1 cupo   | Atlantes       | Campeón de Torneo Femenino Boliviano 2017            |
| Brasil 1 cupo    | Leões Da Serra | Campeón de la Copa Femenina de Futsal de Brasil 2017 |
| Chile 1 cupo     | Palestino      | Campeón del Torneo Femenino Chileno 2018             |
| Colombia 1 cupo  | Lyon           | Campeón del Torneo Femenino Colombiano 2018          |
| Ecuador 1 cupo   | Santo Domingo  | Campeón del Torneo Femenino Ecuatoriano 2018         |
| Paraguay 1 cupo  | Sport Colonial | Campeón del Campeonato Femenino de Futsal 2017       |
| Perú 1 cupo      | UNMSM          | Campeón del Torneo Femenino Peruano 2018             |
| Uruguay 1 cupo   | Nacional       | Campeón del Torneo Femenino Uruguayo 2017            |
| Venezuela 1 cupo | Aquiles Nazoa  | Campeón del Torneo Femenino Venezolano 2018          |

## Forma de disputa
Los 10 equipos se agrupan en dos grupos de cinco que deben jugar todos contra todos. Los dos primeros de cada grupo clasifican para disputar las semifinales y los ganadores de la misma la final. Adicionalmente los dos terceros de cada grupo deben disputar el quinto puesto, los dos cuartos el séptimo puesto y los dos quintos, el noveno puesto.

## Fase de grupos

### Grupo A
| Equipo         | Pts. | PJ | PG | PE | PP | GF | GC | DG  |
| -------------- | ---- | -- | -- | -- | -- | -- | -- | --- |
| Sport Colonial | 12   | 4  | 4  | 0  | 0  | 21 | 4  | 17  |
| San Lorenzo    | 7    | 4  | 2  | 1  | 1  | 8  | 5  | 3   |
| Santo Domingo  | 5    | 4  | 1  | 2  | 1  | 15 | 15 | 0   |
| Nacional       | 3    | 4  | 1  | 0  | 3  | 8  | 17 | -9  |
| UNMSM          | 1    | 4  | 0  | 1  | 3  | 4  | 15 | -11 |

Jornada 1
| 7 de octubre de 2018, 18:00 (UTC-4) | San Lorenzo               | 2:0     | UNMSM | Comité Olímpico Paraguayo, Luque |  |
|                                     | Lavinia Antequera 14' 19' | Reporte |       |                                  |  |

| 7 de octubre de 2018, 20:00 (UTC-4) | Sport Colonial                                                                          | 6:0     | Nacional | Comité Olímpico Paraguayo, Luque |  |
|                                     | Emilly Marcondes 7' · Taty 24' 25' · Getulio 32' · Carol Manoel 35' · Irene Giménez 40' | Reporte |          |                                  |  |

Jornada 2
| 8 de octubre de 2018, 18:00 (UTC-4) | Santo Domingo                                                                                       | 6:3     | Nacional                                             | Comité Olímpico Paraguayo, Luque |  |
|                                     | Ingrid Rodríguez 11' · Vizuete 14' · Jessenia Váldez 18' 20' · Andrea Ochoa 28' · Adriana Barre 31' | Reporte | Sofía Ferrada 9' · Scaletti 13' · María Cuadrado 39' |                                  |  |

| 8 de octubre de 2018, 20:00 (UTC-4) | San Lorenzo | 0:3     | Sport Colonial                                           | Comité Olímpico Paraguayo, Luque |  |
|                                     |             | Reporte | Rafaela Schinaider 18' · Damia Cortaza 39' · Getulio 37' |                                  |  |

Jornada 3
| 9 de octubre de 2018, 18:00 (UTC-4) | UNMSM                                      | 3:3     | Santo Domingo             | Comité Olímpico Paraguayo, Luque |  |
|                                     | Stephannie Vázquez 2' 9' · Sara Jurado 39' | Reporte | Adriana Barre 14' 33' 34' |                                  |  |

| 9 de octubre de 2018, 20:00 (UTC-4) | Nacional | 0:4     | San Lorenzo                                                                         | Comité Olímpico Paraguayo, Luque |  |
|                                     |          | Reporte | Débora Molina 12' · Federica Silvera 17' · Lavinia Antequera 34' · Emilly Brito 39' |                                  |  |

Jornada 4
| 10 de octubre de 2018, 18:00 (UTC-4) | Santo Domingo                        | 2:2     | San Lorenzo     | Comité Olímpico Paraguayo, Luque |  |
|                                      | Adriana Barre 22' · Andrea Ochoa 28' | Reporte | Lezcano 24' 40' |                                  |  |

| 10 de octubre de 2018, 20:00 (UTC-4) | UNMSM | 0:5     | Sport Colonial                                                                 | Comité Olímpico Paraguayo, Luque |  |
|                                      |       | Reporte | Liz Sosa 4' 35' · Rafaela Schinaider 12' · Amanda dos Santos 13' · Getulio 24' |                                  |  |

Jornada 5
| 11 de octubre de 2018, 18:00 (UTC-4) | Nacional                                                                                   | 5:1     | UNMSM                 | Comité Olímpico Paraguayo, Luque |  |
|                                      | María Cuadrado 5' · Mariana González 5' · Scaletti 13' · Jimena Álvez 24' · Villanueva 28' | Reporte | Stephannie Vázquez 3' |                                  |  |

| 11 de octubre de 2018, 20:00 (UTC-4) | Sport Colonial                                                                        | 7:4     | Santo Domingo                                                           | Comité Olímpico Paraguayo, Luque |  |
|                                      | Liz Sosa 8' 10' · Emilly Marcondes 20' 34' · Damia Cortaza 34' · Carol Manoel 35' 36' | Reporte | Adriana Barre 5' · Valdez 14' · Andrea Ochoa 24' · Ingrid Rodríguez 24' |                                  |  |

### Grupo B
| Equipo         | Pts. | PJ | PG | PE | PP | GF | GC | DG  |
| -------------- | ---- | -- | -- | -- | -- | -- | -- | --- |
| Leões Da Serra | 12   | 4  | 4  | 0  | 0  | 37 | 2  | 35  |
| Lyon           | 9    | 4  | 3  | 0  | 1  | 26 | 8  | 18  |
| Atlantes       | 6    | 4  | 2  | 0  | 2  | 13 | 24 | -11 |
| Palestino      | 3    | 4  | 1  | 0  | 3  | 8  | 19 | -11 |
| Aquiles Nazoa  | 0    | 4  | 0  | 0  | 4  | 8  | 39 | -31 |

Jornada 1
| 7 de octubre de 2018, 14:00 (UTC-4) | Leões Da Serra                                                                          | 14:1    | Aquiles Nazoa | Comité Olímpico Paraguayo, Luque |  |
|                                     | Greice · Amandinha · Gi Costa · Thais · Kawane 23' 31' · Diana Santos 38' · Jhennif 40' | Reporte | Pinillos 30'  |                                  |  |

| 7 de octubre de 2018, 16:00 (UTC-4) | Palestino | 0:3     | Atlantes                                           | Comité Olímpico Paraguayo, Luque |  |
|                                     |           | Reporte | Karla Ticona 13' · Jamachi 16' · María Salazar 20' |                                  |  |

Jornada 2
| 8 de octubre de 2018, 14:00 (UTC-4) | Lyon | 10:2    | Aquiles Nazoa   | Comité Olímpico Paraguayo, Luque |  |
|                                     | Marcela Restrepo 1' 2' 25' 34' · Diana Vélez 2' 29' 38' · Naila Imbachi 8' · Leidy Henao 12' · Karen Murillo 39' | Reporte | Revilla 19' 27' |                                  |  |

| 8 de octubre de 2018, 16:00 (UTC-4) | Palestino | 0:7     | Leões Da Serra                                                                              | Comité Olímpico Paraguayo, Luque |  |
|                                     |           | Reporte | Tampa 6' 18' · Diana Santos 9' · Amandinha 22' 33' · Javiera Toro 26' · Bárbara Sánchez 28' |                                  |  |

Jornada 3
| 9 de octubre de 2018, 14:00 (UTC-4) | Atlantes                                   | 3:8     | Lyon | Comité Olímpico Paraguayo, Luque |  |
|                                     | Rivera 36' · Karla Ticona 36' · Guyari 40' | Reporte | Naila Imbachi 4' 15' · Airiani Pineda 17' · Karen Murillo 22' · Marcela Restrepo 28' 37' · Leidy Henao 28' |                                  |  |

| 9 de octubre de 2018, 16:00 (UTC-4) | Aquiles Nazoa              | 2:8     | Palestino | Comité Olímpico Paraguayo, Luque |  |
|                                     | Benavente 14' · Ferrer 16' | Reporte | Daniela Muñoz 11' 13' 19' · Bárbara Sánchez 27' · Verónica Riquelme 27' · Ivette Olivares 32' · Mayorie Hernández 37' · Denisse Orellana 40' |                                  |  |

Jornada 4
| 10 de octubre de 2018, 14:00 (UTC-4) | Lyon                                                                                          | 7:0     | Palestino | Comité Olímpico Paraguayo, Luque |  |
|                                      | Naila Imbachi 2' · Diana Vélez 2' · Marcela Restrepo 7' 9' 10' · Cepeda 19' · Leidy Henao 26' | Reporte |           |                                  |  |

| 10 de octubre de 2018, 16:00 (UTC-4) | Atlantes | 0:13    | Leões Da Serra | Comité Olímpico Paraguayo, Luque |  |
|                                      |          | Reporte | Amandinha 2' 4' · Amanda Souza 3' 14' 24' · Gi Costa 12' 28' · Thais 17' · Jhennif 19' 38' · Diana Santos 24' 26' |                                  |  |

Jornada 5
| 11 de octubre de 2018, 14:00 (UTC-4) | Leões Da Serra                  | 3:1     | Lyon        | Comité Olímpico Paraguayo, Luque |  |
|                                      | Mayara · Greice 16' · Thais 19' | Reporte | Leidy Henao |                                  |  |

| 11 de octubre de 2018, 16:00 (UTC-4) | Aquiles Nazoa                         | 3:7     | Atlantes                                                                    | Comité Olímpico Paraguayo, Luque |  |
|                                      | Abreu 17' · Ferrer 22' · Castillo 34' | Reporte | Jamachi 5' 19' · Rivera 11' · Karla Ticona 15' · Nina 36' 37' · Rollano 39' |                                  |  |

## Fase Final
|  | Semifinales           | Semifinales           |   |             | Final                 | Final                 |  |
|  | 13 de octubre de 2018 | 13 de octubre de 2018 |   |             | 14 de octubre de 2018 | 14 de octubre de 2018 |  |
|  |                       |                       |   |             |                       |                       |  |
|  |                       |                       |   |             |                       |                       |  |
|  | Leões Da Serra        | 8                     |   |             |                       |                       |  |
|  | San Lorenzo           | 1                     |   |             |                       |                       |  |
|  |                       |                       |   |             |                       |                       |  |
|  |                       |                       |   |             |                       |                       |  |
|  |                       |                       |   |             | Leões Da Serra        | 4                     |  |
|  |                       | Sport Colonial        | 0 |             |                       |                       |  |
|  |                       |                       |   |             |                       |                       |  |
|  |                       |                       |   |             |                       |                       |  |
|  |                       |                       |   |             | Tercer lugar          |                       |  |
|  |                       |                       |   |             |                       |                       |  |
|  | Sport Colonial        | 4                     |   | San Lorenzo | 2 (2)                 |                       |  |
|  | Lyon                  | 1                     |   |             | Lyon                  | 2 (0)                 |  |

### Semifinales
| 13 de octubre de 2018, 16:00 (UTC-4) | Leões Da Serra                                                              | 8:1     | San Lorenzo       | Comité Olímpico Paraguayo, Luque |  |
|                                      | Tampa 3' · Amandinha 4' · Thais 14' · Greice 15' · Diana Santos 21' 24' 38' | Reporte | Débora Molina 20' |                                  |  |

| 13 de octubre de 2018, 18:00 (UTC-4) | Sport Colonial                                                                     | 4:1     | Lyon               | Comité Olímpico Paraguayo, Luque |  |
|                                      | Damia Cortaza 1' · Emilly Marcondes 9' · Carol Manoel 11' · Rafaela Schinaider 32' | Reporte | Angie Valbuena 40' |                                  |  |

### Tercer lugar
| 14 de octubre de 2018, 16:00 (UTC-4) | San Lorenzo                           | 2:2 (2:0 p.)               | Lyon                                     | Comité Olímpico Paraguayo, Luque |  |
|                                      | Lavinia Antequera 14' · Débora Molina | Reporte                    | Naila Imbachi 17' · Marcela Restrepo 22' |                                  |  |
|                                      |                                       | Tiros desde el punto penal |                                          |                                  |  |
|                                      | Federica Silvera · Débora Molina      |                            | Diana Vélez · Airiani Pineda             |                                  |  |